# Astragalus prodigiosus
Astragalus prodigiosus är en ärtväxtart som beskrevs av Kun Tsun Fu. Astragalus prodigiosus ingår i släktet vedlar, och familjen ärtväxter. Utöver nominatformen finns också underarten A. p. paucijugus.